# Renfe série S-490
 (janvier 2022).
Si vous disposez d'ouvrages ou d'articles de référence ou si vous connaissez des sites web de qualité traitant du thème abordé ici, merci de compléter l'article en donnant les références utiles à sa vérifiabilité et en les liant à la section « Notes et références ».
L'ETR 490 est une rame de la série Pendolino, train à grande vitesse pendulaire produit en 1998 par le constructeur italien Fiat Ferroviaria à la suite d'une commande de la Renfe (chemins de fer espagnols) pour une utilisation sur le réseau Alta Velocidad Española.
Ces rames spécifiques Renfe sont aussi appelées Alaris 490 et Intercity 2000. 

## Histoire
C'est vers le milieu des années 1990 que les Chemins de fer espagnols (Renfe) ont décidé de remplacer les vieilles rames Talgo III qui avaient trente ans de service et ont lancé un appel d'offres pour la conception et la fourniture de dix rames capables de rouler sur leur réseau à écartement large et à traction électrique. L'offre du groupement GEC-Alstom et Fiat Ferroviaria a été retenue la plus adaptée pour répondre au cahier des charges très strict imposé par la Renfe.
Le choix s'est donc porté sur une variante du fameux Pendolino de Fiat Ferroviaria, une rame pendulaire dérivée de ETR 470 Cisalpino qui fut baptisée ETR 490. Le prototype sera construit dans l'usine italienne de Savillan et les dix rames seront produites dans les usines espagnoles de Fiat Ferroviaria installées à Barcelone et Valence. Ces rames furent mises en service sur la nouvelle ligne LGV Madrid - Valencia via Albacete. 
Lors du lancement de cette nouvelle ligne, les rames étaient appelées InterCity 2000, mais peu après le service communication de la Renfe voulut donner une image nouvelle de ce service et rebaptisa les rames Alaris.

## Caractéristiques techniques

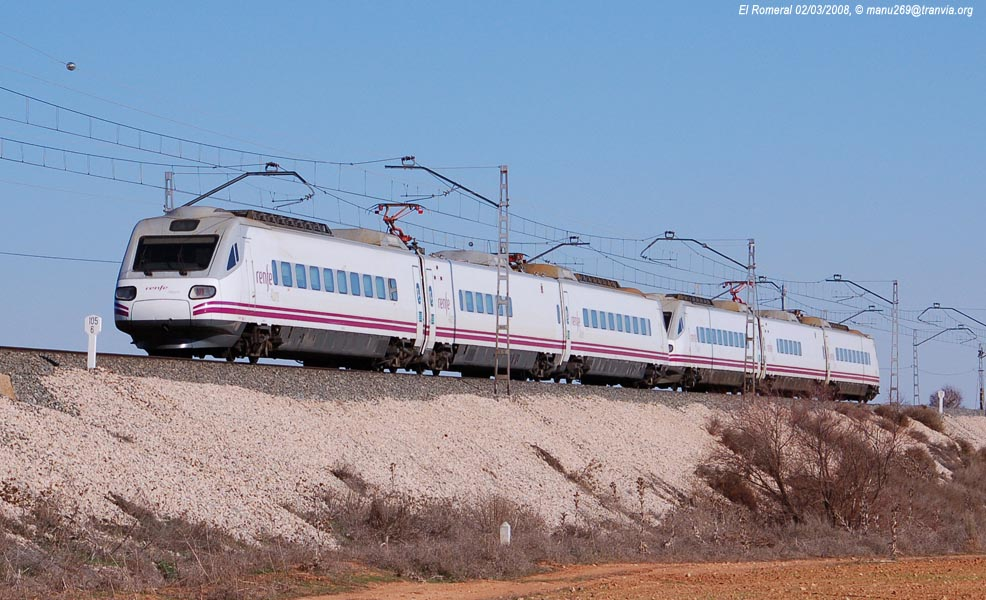
ETR 490 en composition double

Ces rames appartiennent à la grande famille des Pendolino italiens. Elles disposent des mêmes éléments électriques et de la même carrosserie, à la largeur près. La ressemblance est évidente sur les postes de commande d'extrémité, identique à ceux de la série ETR 460 de Fiat Ferroviaria, dessinés par Giorgetto Giugiaro. 
La rame ETR 490 se compose de seulement trois caisses : deux motrices et une voiture centrale. Bien que non équilibré dans sa composition, l'ensemble respecte parfaitement le principe de modularité de la distribution de la puissance, qui est une caractéristique essentielle des rames Pendolino italiennes, dont chaque motrice comporte deux moteurs asynchrones triphasé suspendus à la caisse avec une transmission par cardans. 
La voiture centrale est divisée en deux parties égales, la première pour des fauteuils passagers et la seconde est la zone bar qui comporte un compartiment pour les personnes à mobilité réduite. Les sièges sont en vis-a-vis avec un large couloir central de 800 mm, (alors qu'il n'y a que 500-600 mm sur les TGV de la SNCF). L'équipement à bord comprend un système vidéo avec les prises sons individuelles, la climatisation, le téléphone et les prises électriques et internet.
Les caisses sont en aluminium et la longueur réduite de la rame rendent l'ETR 490 très léger. Cette caractéristique alliée au profil très étudié et aérodynamique des extrémités permet de réduire fortement la consommation électrique. La puissance maximale installée est seulement de 2040 kW, soit à peine le tiers de la puissance normale du Pendolino italien mais qui, lui, doit affronter les Apennins.
Le système de pendulation est exactement le même que celui utilisé sur les ETR de la seconde série, les ETR 460 - 480, etc., avec un contrôle gyroscopique et une oscillation active limitée à 8° d'inclinaison. Les bogies sont identiques à l'écartement de la voie près, vu l'utilisation par l'Espagne de l'écartement large de 1668 mm au lieu des 1435 du standard mondial UIC. 
Le niveau de confort à bord est comparable à celui offert dans tous les Pendolini italiens, soit une classe affaires aérienne.